# Johnny Sheffield
Johnny Sheffield (ur. 11 kwietnia 1931, zm. 13 października 2010) – amerykański aktor dziecięcy. 

## Życiorys
Urodził się jako John Matthew Sheffield Cassan w 1931 roku w Pasadenie w Kalifornii. Był synem aktora Reginalda Sheffielda i Louise Van Loon. Miał dwoje rodzeństwa. W 1938 roku, Sheffield zagrał jako dziecko w broadwayowskiej sztuce On Borrowed Time.
W roku następnym John za namową rodziców wziął udział w castingu do roli Boya - jednego z bohaterów serii filmów o Tarzanie, gdzie główne role grali Johnny Weissmuller i Maureen O’Sullivan. Sheffield został zabrany na przesłuchanie, w czasie którego Weissmuller wybrał go spośród blisko trzystu uczestników. W ten sposób John zadebiutował w filmie Tarzan znajduje syna (1939). Później grał rolę Boya jeszcze w siedmiu filmach o Tarzanie. W 1939 roku Sheffield pojawił się w filmie muzycznym Babes in Arms. Grał też dziecięcego bohatera w filmie Knute Rockne, All American (1940). 
Jako nastolatek zagrał w filmie Bomba, the Jungle Boy (1949). Film ten zapoczątkował serię dwunastu filmów, w których Sheffield grał głównego bohatera u boku Peggy Ann Garner. 
W latach pięćdziesiątych Sheffield postanowił porzucić pracę w show-biznesie i uzupełnić swoje wykształcenie. Ukończył studia biznesowe. Mieszkał i pracował przez pewien czas w Arizonie. Pracował w różnych zawodach (rynek nieruchomości, biznes, rolnictwo).  W 1959 roku ożenił się z Patricią Sheffield. Mieli troje dzieci: Patrick, Stewart i Regina.
15 października 2010 roku zmarł na atak serca po upadku z drabiny.